# Bankovci (Požega)
Bankovci is een plaats in de gemeente Požega in de Kroatische provincie Požega-Slavonië. De plaats telt 117 inwoners (2001).